# 가로수

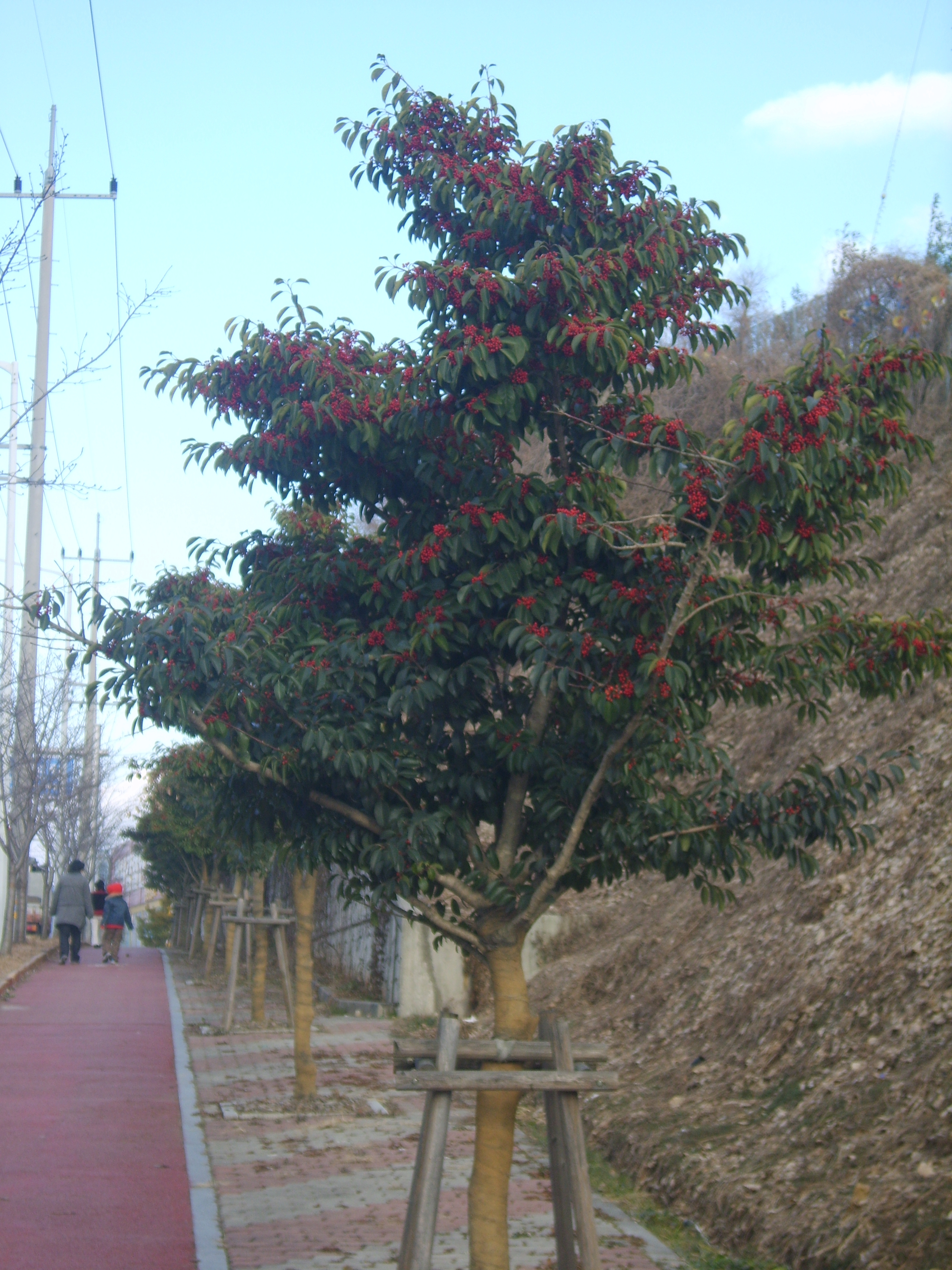
광주광역시에 있는 먼나무 가로수

가로수(街路樹, 문화어: 거리나무)는 사전적으로 거리의 미관(美觀)과 국민 보건 따위를 위하여 길을 따라 줄지어 심은 나무를 뜻한다. 통상 도시 미관과 신선한 공기, 시원한 그늘을 제공하는 등의 환경 개선을 위해 조성된다.

## 역사
조선 시대에는 거리를 알기 위해 길가에 나무를 심었다. 오리나무는 5리마다, 시무나무는 10리마다 심었다. 이는, 길가에 나무를 심는  주나라의 제도를 따른 것으로, 나라에서 가로수를 심고 관리하였다.

## 혜택
가로수는 사람들이 쉽게 접하는 녹지로, 경관을 개선하고, 대기 오염과 소음 공해를 줄이며, 도시의 온도를 낮춘다.

## 부작용
가로수는 사람들의 통행을 방해하며 여름철 매미로 인한 소음, 알레르기, 악취, 안전사고 등의 위험을 내재하고 있으며 애완견이나 노숙자, 취객 등이 변을 보거나 오바이트를 하는 간접적 부작용이 있다.

## 수종의 선택

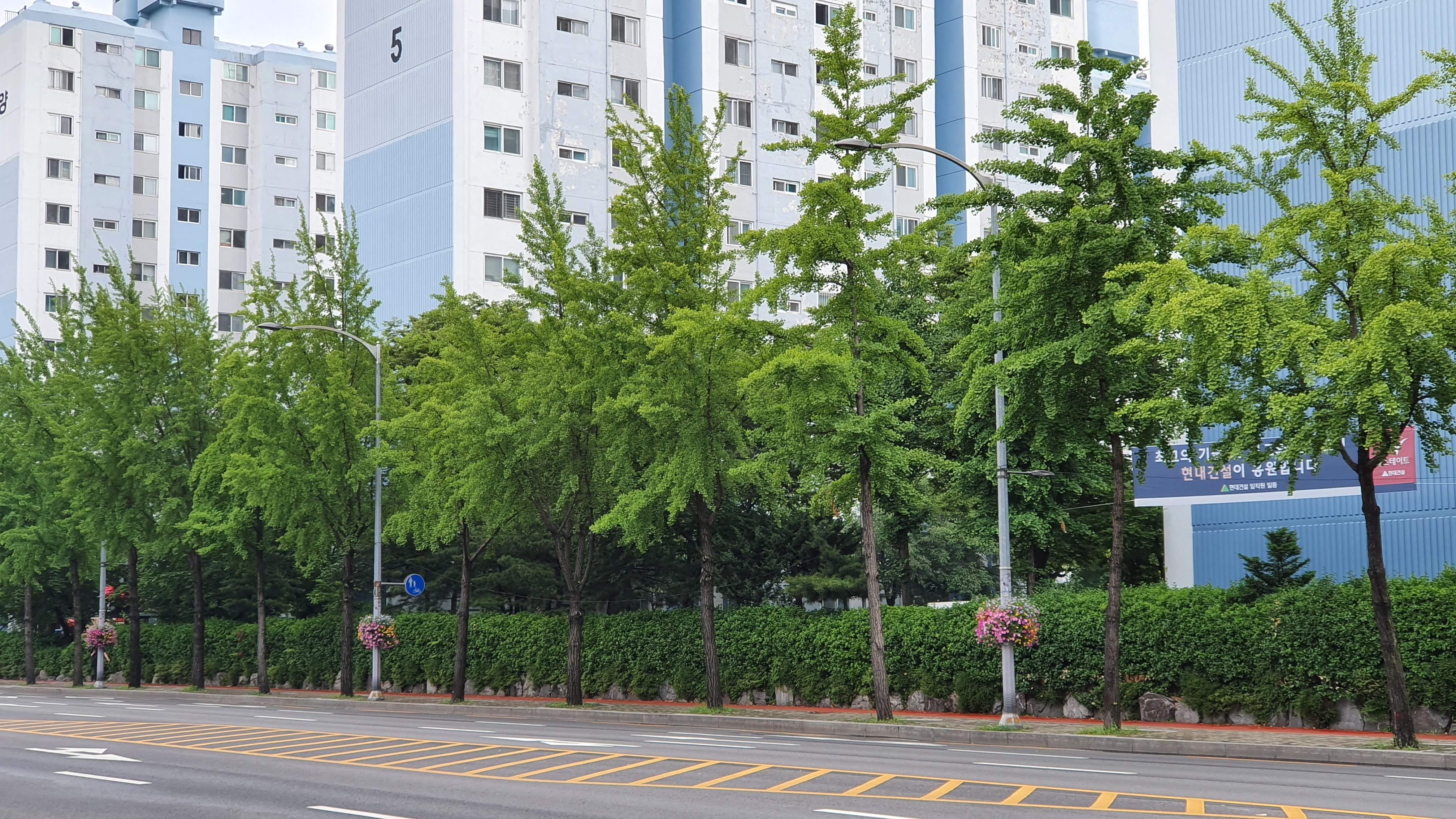
가로수로 사용되는 은행나무

길가는 나무로서는 좋은 환경이 아니다. 자동차의 배기가스를 비롯하여 심어진 땅이 좁고 단단한 것이 문제가 된다. 이들에 대한 내성은 나무마다 차이가 있다. 가로수에 전등불이 설치되는 것도 나무에게는 부담이 된다. 나무가 성장하게 되면, 교통신호나 표지판을 가리지 않게 하기 위해 가지를 치게 되는데, 이에도 견디는 정도의 차이가 있다. 게다가 기후에 따라서도 적응도가 다르며, 나무의 수명도 고려되어야 한다. 이러한 여러 가지 요소를 고려하여, 현대에는 낙엽수, 활엽수가 선호된다. 다만, 대부분의 경우 나무들은 수종 선택과는 관계없이 어느 정도의 부담은 견뎌내므로, 불리한 종을 엄격하게 배제하지 않고, 다양한 가로수가 고려되기도 하며, 그 지방의 자생종을 선호하는 경우도 있다.
또한, 나무로부터 얻을 수 있는 효과와 나무가 자라면서 줄 수 있는 피해, 유지비 등이 고려된다.

## 조명
가로수에 설치된 조명은 일반적으로 나무의 생장에 좋지 않은 영향을 주는 것으로 알려져 있다. 다만, 나무가 활동을 하지 않는 12월 ~ 2월의 기간에만 설치하고 흔적을 완전히 제거하면 큰 피해를 주지 않는다는 연구 결과가 있다.

## 대한민국의 가로수
2005년 말의 조사에 따르면 대한민국의 도로변에 심어진 가로수는 406만 5천 그루, 총연장거리는 28,878km이며, 수종별로는 벚나무가 25%, 은행나무가 24%, 버즘나무 8%, 느티나무 7% 순이었다.

## 같이 보기
- 서울의 환경 정책#가로수 생육환경개선 사업

## 참고 문헌
- 본 문서에는 서울특별시에서 지식공유 프로젝트를 통해 퍼블릭 도메인으로 공개한 저작물을 기초로 작성된 내용이 포함되어 있습니다.